# Keble Hills
Die Keble Hills sind ein markanter Gebirgszug granitischer Hügel von bis zu rund 1300 m Höhe an der Scott-Küste im ostantarktischen Viktorialand.  In den Denton Hills trennen sie den Salmon-Gletscher vom Garwood Valley. Zu ihnen gehören in der Reihenfolge von Westen nach Osten der Murphy Peak, der Handley Hill, der Auger Hill und der Coral Hill.
Das New Zealand Geographic Board benannte sie 1994 nach dem britischen Botaniker William Keble Martin (1877–1969), der die Pflanzenwelt Neuseelands und diejenige der Subantarktis erforschte.